# Falcon (Marvel)
Falcon, het alter ego van Samuel Thomas "Sam" Wilson, is een fictieve superheld uit de strips van Marvel Comics. Hij maakte zijn debuut in Captain America Vol. 1, #117 (September 1969). Hij werd bedacht door Stan Lee en Gene Colan. De Falcon werkt vaak samen met Captain America, en was lid van het superheldenteam de Avengers.
De Falcon is Marvels eerste Afro-Amerikaanse superheld, na de eerste niet over superkrachten beschikkende held Cable Jones. Marvel Comics’ eerste zwarte superheld, Black Panther, was een inwoner van Afrika. De Falcon debuteerde bijna drie jaar voor Luke Cage, Marvels eerste Afro-Amerikaanse held met een eigen serie.
De Nederlandse stem van Falcon was voorheen Thijs van Aken. Momenteel spreekt Ivo Chundro de stem in van Falcon.

## Biografie
Falcon was oorspronkelijk een hoodlum genaamd "Snap" Wilson in Harlem, New York. Op een dag, op weg naar Rio de Janeiro, stortte hij neer op Exile Island. Daar werd hij gevonden door de Red Skull, die zijn Cosmic Cube gebruikte om hem in een ideale partner voor Captain America te veranderen als onderdeel van zijn plan. Falcon keerde zich tegen de Skull, en versloeg hem samen met Captain America. De twee werden daarna lange tijd partners.
In een tweedelige hervertelling, die zich afspeelt in Falcons begindagen als Captain America’s partner, nam Falcon even Captain America’s kostuum en identiteit over.
Als “Falcon” kreeg Wilson hulp van Black Panther, die een harnas creëerde dat hem in staat stelde te vliegen. De Falcon gaf zijn samenwerking met Captain America op toen hij de leider werd van de S.H.I.E.L.D. superagenten.
Later, toen hij nog maar een van de weinige actieve zwarte superhelden was, werd Falcon gerekruteerd voor de Avengers door Henry Peter Gyrich. Hij verliet het team echter al bij de eerste gelegenheid. Falcon werd ook het doelweit van een Sentinel die dacht dat hij een mutant was.
Midden 2000 destabiliseerde een doorgedraaide Scarlet Witch Falcons hersens, waardoor hij terugviel in zijn oude “Snap” persoonlijkheid. Terwijl hij bleef werken met Captain America, werd hun werkrelatie er niet beter op. Toen een aanslag werd gepleegd op Falcon, werd Captain America geraakt. Na te zijn genezen, werd hem verteld dat Falcon zou zijn gedood door de superschurk, de Anti-Captain. Captain America vond later Falcons kostuum, verlaten in een veld.
Zonder enige verklaring over wat er precies is gebeurd, dook Falcon nog een paar maal op. Zo werd hij gezien onderweg naar Genosha en in een aantal andere verhalen. Hij heeft zich inmiddels bij Captain America en zijn Secret Avengers aangesloten als tegenstander van de registratiewet voor supermensen..

## Krachten en wapens
Falcons enige superkracht is zijn empathische link met zijn vogel, Redwing. Deze link kreeg hij dankzij de Red Skull’s Cosmic Cube. Recentelijk was Falcon in staat deze link te versterken, waardoor deze ook op andere vogels werkte. Zo kan hij nu bijvoorbeeld door hun ogen kijken.
Een tijdje gebruikte hij een special harnas met vleugels. Na de vernietiging van dit pantser, gaf Black Panther hem een sterker harnas met vleugels die speciale modes kunnen aannemen.
Falcon is een expert vogeltrainer, en is een ervaren acrobaat en vechter.

## Ultimate Falcon
De Ultimate Marvel versie van Falcon verscheen in de miniserie “Ultimate Nightmare”. Niet veel is bekend over deze Falcon, behalve dat zijn oorsprong sterk verschilt van die van zijn 616 tegenhanger. Zo is deze Falcon een wetenschapper die gediend heeft onder Nick Fury. Hij draagt een paar metalen vleugels gelijk aan die van de originele Falcon. Zijn vleugels worden bestuurd door middel van nanotechnologie.

## In andere media

### Marvel Cinematic Universe
Sinds 2014 verscheen het personage in het Marvel Cinematic Universe en wordt vertolkt door Anthony Mackie. Sam Wilson is een oud militair en is het alter ego van de Falcon. Wanneer Captain America en Black Widow gezocht worden door S.H.I.E.L.D. kloppen ze bij Wilson aan voor hulp. Met z'n drieën gaan ze de strijd aan met S.H.I.E.L.D. en de Winter Soldier en dit weten ze uiteindelijk met de hulp van Nick Fury en Maria Hill te winnen. Wanneer Ultron Sokovia aanvalt sluit Falcon zich aan bij de Avengers en verslaan ze Ultron. Door de vele doden in Sokovia wil de regering de Sokovia akkoord in het leven roepen zodat de Avengers alleen opgeroepen worden door de regering en niet meer uit zich zelf mogen werken. Captain America en Iron Man raken het hierover oneens en er vormen twee groepen superhelden die tegen elkaar strijden, Falcon steunt Captain America en komt hier uiteindelijk door in het gevang. Nadat hij is uitgebroken door de hulp van Captain America besluit hij met hem en Black Widow ondergronds te gaan omdat ze alle drie gezocht worden. Wanneer Proxima Midnight en Corvus Glaive naar de aarde komen en Scarlet Witch en Vision aanvallen, komen Black Widow, Captain America en Falcon ze te hulp schieten en de twee schurken trekken zich terug. Ze besluiten met z'n allen naar Black Panther in Wakanda te gaan om daar Vision en zijn Infinity Stone te beschermen. Niet veel later komen hier Proxima Midnight, Corvus Glaive, Cull Obsidian van de Black Order met een leger die Wakanda aanvallen. Falcon en de Avengers gaan de strijd met hen aan en weten de Black Order te doden. Wanneer Thanos op Wakanda komt, verslaat hij de Avengers en roeit hij het halve universum uit door middel van de Infinity Gauntlet, Falcon vergaat hier ook tot as.  Vijf jaar later gaan de overgebleven Avengers op missie om terug in de tijd te gaan zodat ze de infinitystones voor Thanos weten te bemachtigen, en daarmee zijn daden ongedaan maken. Dit lukt waardoor Falcon en rest van de tot as vergaande mensen weer tot leven komen, samen met alle Avengers strijden ze tegen Thanos en zijn mannen. Ze winnen uiteindelijk het gevecht. Captain America besluit met pensioen te gaan en leeft zijn leven uit in zijn tijd, hierdoor vraagt hij of Falcon zijn taak als Captain America wil over nemen. Later geeft Sam Wilson het schild weg aan de overheid voorin een museum. Terwijl Sam zijn zus, Sarah Wilson, probeert te redden uit haar financiële schulden komt hij erachter dat het schild van Captain America doorgegeven is aan een door de overheid benoemde "Captain America", John Walker. Samen met Bucky gaat hij achter nieuwe vijanden, de Flag Smashers, aan. Na een gevecht verloren te hebben gaat Sam Wilson met Bucky op bezoek bij enkele oude bekende. Eenmaal aangekomen in de stad Madripoor komen ze erachter dat de Flag Smashers gebruik maken van een gestolen supersoldaten serum gemaakt in opdracht van de misdaadbaas de Power Broker. Na onderzoek in Letland over de Flash Smashers vermoord John Walker een van de Flag Smashers leden. Als reactie hierop ontvangt Sam het schild terug na een gevecht tussen Sam en Bucky tegen John Walker. Na een training en een gift uit Wakanda noemt Sam zichzelf eindelijk de nieuwe Captain America. Nadat de Flag Smashers en Batroc zijn uitgeschakeld neemt Sam het op tegen de overheidspersonen over hun onwijze handelsmanieren. Bucky en Sam gaan hierna samen terug naar Sam's woonplaats om hier uit te rusten. Falcon is onder andere in de volgende films en series te zien:
- Captain America: The Winter Soldier (2014)
- Avengers: Age of Ultron (2015)
- Ant-Man (2015)
- Captain America: Civil War (2016)
- Avengers: Infinity War (2018)
- Avengers: Endgame (2019)
- The Falcon and the Winter Soldier (2021) (Disney+)
- What If...? (2024) (stem) (Disney+)
- Captain America: Brave New World (2025)

### Televisieseries
Falcon komt ook voor in verschillende animatieseries van Marvel. Zijn Nederlandse stem wordt vertolkt door Martin Roach. Hij is een van de vaste personages in onder andere de volgende series:
- The Avengers: United They Stand
- The Super Hero Squad Show
- The Avengers: Earth's Mightiest Heroes
- Avengers Assemble.

### Computerspelen
Sinds 2014 is er een verzamelfiguur van het personage Falcon voor het computerspel Disney Infinity. Zodra deze figuur op een speciale plaats wordt gezet, verschijnt het personage online in het spel. De Nederlandse stem voor dit personage wordt ingesproken door Trevor Reekers.